# Roštín
Roštín är en ort i Tjeckien.   Den ligger i regionen Zlín, i den östra delen av landet, 230 km öster om huvudstaden Prag. Roštín ligger 282 meter över havet och antalet invånare är 688.
Terrängen runt Roštín är kuperad söderut, men norrut är den platt.Runt Roštín är det ganska glesbefolkat, med 47 invånare per kvadratkilometer. Närmaste större samhälle är Kroměříž, 14,4 km nordost om Roštín. I omgivningarna runt Roštín växer i huvudsak blandskog.